# Gardner (Massachusetts)
Gardner é uma cidade localizada no condado de Worcester no estado estadounidense de Massachusetts. No Censo de 2010 tinha uma população de 20.228 habitantes e uma densidade populacional de 339,19 pessoas por km².

## Geografia
Gardner encontra-se localizada nas coordenadas 42° 35′ 12″ N, 71° 59′ 17″ O. Segundo a Departamento do Censo dos Estados Unidos, Gardner tem uma superfície total de 59.64 km², da qual 57.19 km² correspondem a terra firme e (4.1%) 2.44 km² é água.

## Demografia
Segundo o censo de 2010, tinha 20.228 pessoas residindo em Gardner. A densidade populacional era de 339,19 hab./km². Dos 20.228 habitantes, Gardner estava composto pelo 91.44% brancos, o 2.81% eram afroamericanos, o 0.32% eram amerindios, o 1.45% eram asiáticos, o 0.05% eram insulares do Pacífico, o 1.73% eram de outras raças e o 2.21% pertenciam a dois ou mais raças. Do total da população o 7.07% eram hispanos ou latinos de qualquer raça.